# Os Monarcas
Os Monarcas é um conjunto de música regionalista gaúcha, com uma das carreiras de maior longevidade da música regional do estado do Rio Grande do Sul, localizado na Região Sul do Brasil.

## História
A criação do grupo ocorreu oficialmente em 1974, mas o grupo começou a ser esboçado em 1967, na cidade de Erechim, quando Gildinho (Nésio Alves Correa), juntamente com seu irmão Chiquito (Francisco Desidério Alves Correa), criaram a dupla Gildinho e Chiquito.

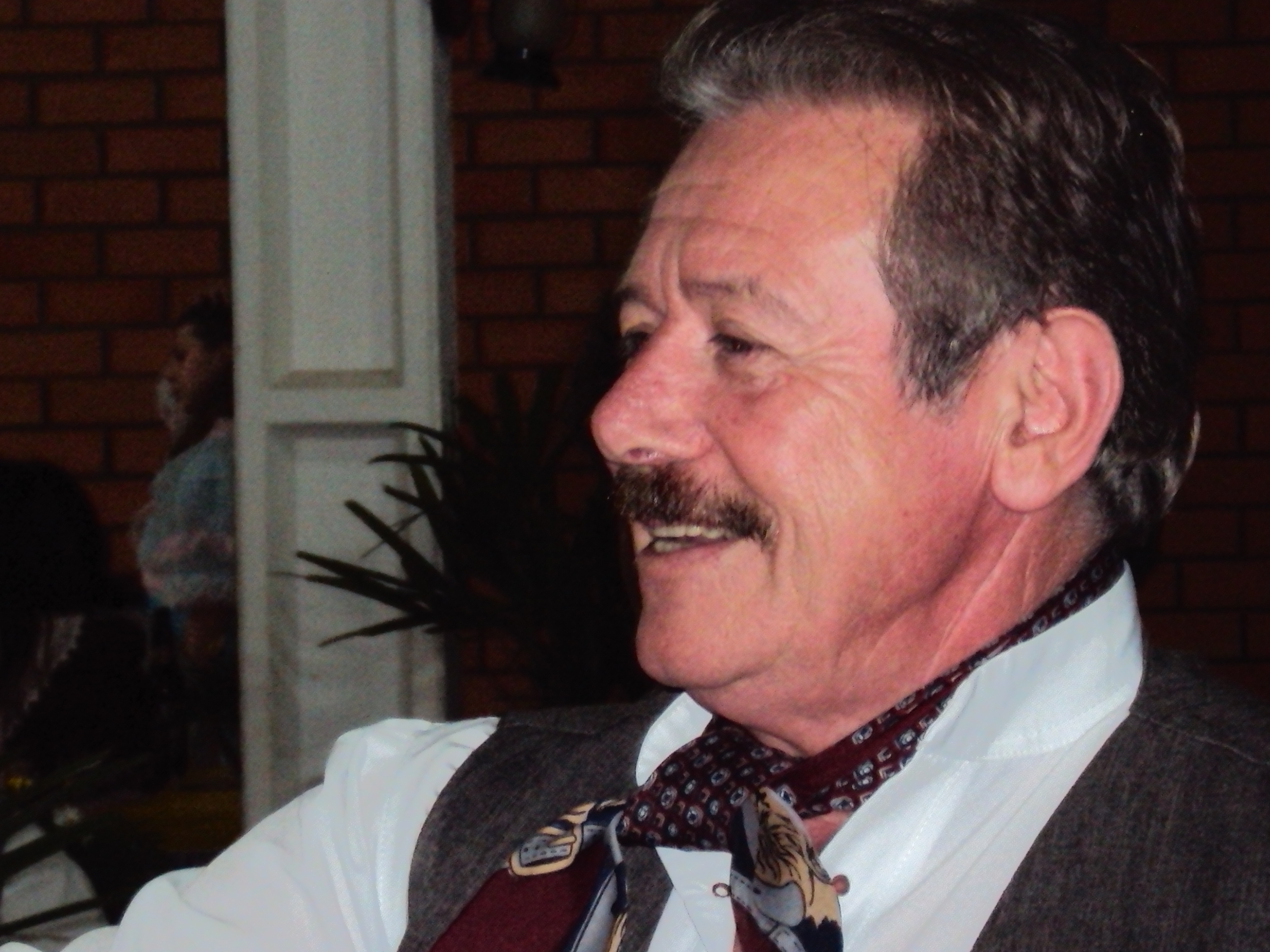
Gildinho no CTG Galpão Campeiro de Erechim, em 19 de setembro de 2011

### O começo como dupla
Durante alguns anos Gildinho e Chiquito trabalharam animando pequenos bailes na região do Alto Uruguai, apresentando diariamente, na Rádio Erechim, o programa "Assim canta o Rio Grande", e estudando acordeão na Escola de Belas Artes.
A dupla gravou, em 1969, seu primeiro disco, um compacto duplo, Os Trovadores do Sul, de pouco sucesso na época.
Depois, em 1974, gravaram mais um disco: Galpão em Festa.

### Nasce o conjunto
Em 1974, juntaram-se à dupla os músicos João Argenir dos Santos (guitarra), Luiz Carlos Lanfredi (contrabaixo) e Nelson Falkembach (bateria).
Em 1976 gravam Gaúcho Divertido, o terceiro disco.
Com esta formação de cinco músicos, o grupo gravou, em 1978, o primeiro LP, O Valentão Bombachudo, pela Gravadora Warner/Continental, iniciando uma trajetória de sucessos e reconhecimento ímpar no cenário da música regionalista do sul do Brasil, gravando 26 álbuns em 28 anos de trabalho.

### Anos 1980
A década de 1980 rendeu ao conjunto a gravação de seis LPs, sendo gravados, além do pioneiro O Valentão Bombachudo (1978), os álbuns Isto é Rio Grande (1980), Grito de Bravos (1982), Rancho sem Tramela (1985), Chamamento (1986), Fandangueando (1988) e Do Sul para o Brasil (1989).
Em 1988, com a gravação do LP Fandangueando, o grupo recebeu mais um integrante, Ivan Vargas, que permaneceu no grupo até 2021 como vocalista.
Ao final de pouco mais de uma década de trabalho, o grupo já tinha seu talento reconhecido. O sucesso maior, porém, estava chegando juntamente com os anos 90.

### A década de ouro 1990
A década de 1990, que trouxe o efetivo sucesso em termos de vendagem de álbuns, começou com uma mudança na estrutura do conjunto: já em 1990 um dos pioneiros, o acordeonista Chiquito, deixou o grupo para fundar o conjunto Chiquito & Bordoneio. Para o seu lugar foi chamado o também acordeonista Leonir Vargas, catarinense de Irani, conhecido como Varguinhas.
Em 1991 foi gravado o primeiro grande sucesso de vendas do grupo, o LP Cheiro de Galpão, campeão de vendas no Brasil naquele ano, de todos os álbuns regionais lançados. A vendagem deste álbum rendeu ao grupo, em 1992, o primeiro Disco de Ouro.
O conjunto cresceu no sucesso e no tamanho em 1992, com a chegada de Francisco de Assis Brasil, o Chico Brasil, premiado instrumentista de gaita-ponto.
A conquista do segundo Disco de Ouro veio com a gravação, no outono de 1994, do LP e CD Eu Vim Aqui Para Dançar, um álbum com 14 faixas. Em uma seqüência de sucessos, logo em 1995 foi gravado o CD Rodeio da Vida, apontado pela crítica como melhor disco do ano.
O final da década de 1990 trouxe para o grupo uma importante mudança: em 1999 ocorreu a troca de gravadora, da Chantecler para a ACIT e, já neste ano, foi gravado o primeiro trabalho pela nova gravadora, o CD "Locomotiva Campeira". Foi também no ano de 1999 que o conjunto recebeu um novo integrante, o baterista Vanclei da Rocha.

### Anos 2000: mais sucesso
Nesta década o conjunto obteve a conquista de mais dois discos de ouro. O terceiro veio a partir da vendagem de mais de 100.000 cópias do álbum "30 Anos de Estrada", no qual o conjunto regravou 23 grandes sucessos. Mais tarde, em 2004, o conjunto lançaria o álbum "Só Sucessos", que rendeu o quarto disco de ouro.
Em 2005/2006, em meio ao processo de produção do álbum "Recordando o Tempo Antigo", houve o ingresso do acordeonista Tiago Machado.

### Anos 2010
No ano de 2011 ocorreram novas mudanças na formação do conjunto. O contrabaixista Luiz Carlos Lanfredi teve de se afastar devido a problemas de saúde. Para assessorar, chegou o talentoso contrabaixista Guilian Siqueira, conhecido simplesmente por Siqueira. Também houve o ingresso do vocalista Jeferson Pereira Gamin, o Bacudo, um dos grandes nomes da música tradicionalista gaúcha e responsável pela primeira gravação de sucessos consagrados, como De Chão Batido, Iguaria Campeira, Gritos de Liberdade e a Nossa Vaneira.
Em 2016 grandes novidades ocorrem no conjunto, gravam o terceiro DVD em Nova Bassano, com os melhores sucessos e também músicas inéditas. Há também a participação de Thomas Machado, que participou do The Voice Kids. Em 2019 retornou ao grupo o antigo vocalista e percussionista Nelson Falkembach, saindo no ano seguinte. 

### Anos 2020
Já em 2021, foi a vez de Ivan Vargas se aposentar dos palcos, revelado no seu episódio na websérie "Minha História nos Monarcas".
Nesse ano é lançado o CD Marca Monarca, com alguns sucessos conhecidos do grande público como Retemperado a Gaitaço, Aparpando os Recavém, Baile Costeiro e o sucesso Um Beijo no Coração.
Nesse meio período Bacudo retorna para os Monarcas mais algum tempo, e também a entrada dos músicos João Pedro Locatelli, gaiteiro e cantor que já havia aparecido no terceiro DVD, Ivan Vargas Jr., cantor filho de Ivan Vargas e tempo depois, Deividi Zacarias "Alegrete", como cantor e guitarrista.
Em 2022, gravam o single Vaneira Campeira.
Em 2023 é lançado o CD Comemorativo de 50 Anos, com destaque para as músicas Cinquenta Anos Monarca, O Primeiro e o Último Mate, Vaneira de Respeito, Do Jeito Que Dá e Um Taura da Moda Antiga.
Em 11 de janeiro de 2025, Gildinho, fundador do conjunto, veio a falecer.

## Discografia
- 1969: Os Trovadores do Sul
- 1974: Gaúcho Divertido
- 1976: Galpão em Festa
- 1978: O Valentão Bombachudo
- 1980: Isto é Rio Grande
- 1982: Grito de Bravos
- 1985: Rancho Sem Tramela
- 1986: Chamamento
- 1988: Fandangueando
- 1989: Do Sul Para o Brasil
- 1991: Cheiro de Galpão
- 1992: Os Monarcas
- 1994: Eu Vim Aqui Para Dançar
- 1995: Rodeio da Vida
- 1997: Do Rio Grande Antigo
- 1999: Locomotiva Campeira
- 2000: No Tranco dos Monarcas
- 2001: 30 Anos de Estrada
- 2002: A Gaita Gaúcha dos Monarcas
- 2003: Alma de Pampa
- 2004: Só Sucessos
- 2006: Recordando o Tempo Antigo
- 2007: DVD e CD 35 Anos - História, Música e Tradição - Ao Vivo
- 2008: A Marca do Rio Grande
- 2009: Os Monarcas Interpretam João Alberto Pretto
- 2011: Cantar é Coisa de Deus
- 2012: DVD e CD 40 Anos - Ao Vivo
- 2013: Alma de Gaita
- 2015: Perfil Gaúcho
- 2017: DVD 45 Anos - Ao Vivo
- 2017: Tô Pegando a Estrada
- 2018: Identidade Monarca
- 2021: Marca Monarca
- 2023: 50 Anos

### Coletâneas
- 1990: O Melhor de Os Monarcas
- 1996: Dose Dupla - Vol. I
- 1996: Dose Dupla - Vol. II
- 1996: Os Sucessos do Grupo Os Monarcas
- 2003: Os 16 Grandes Sucessos de Os Monarcas
- 2005: Série Duplo Pra Você
- 2005: Os Sucessos do Grupo Os Monarcas

## Integrantes
• João Argenir dos Santos (guitarra, voz solo e vocal)
• Varguinhas (acordeon)
• Chico Brasil (gaita-ponto e vocal)
• Vanclei da Rocha (bateria, voz solo e vocal)
• Tiago Machado (acordeon, vocal e voz solo)
• Guilian Siqueira (baixo e voz)
• Ivanzinho (voz solo e bateria eventual)
• João Pedro Locatelli (acordeon, voz solo e vocal)
• Deividi "Alegrete" (voz solo, guitarra e voz solo)

## Ex-Integrantes
• Gildinho ✝️ (acordeon e voz solo)
• Chiquito (acordeon e voz)
• Hélio Schossler (metais)
• Eurides Nunes (gaita-ponto)
• Canudo (acordeon)
• Luiz Carlos Lanfredi (baixo e voz)
• Paulo Feijó (voz solo, vocal e violão)
• Nelsinho (bateria, voz solo e percussão)
• Ivan Vargas (voz solo e vocal)
• Bacudo (voz solo e vocal)

## Prêmios e indicações

### Prêmio Açorianos
| Ano  | Categoria                | Indicação                                                   | Resultado |
| ---- | ------------------------ | ----------------------------------------------------------- | --------- |
| 2001 | Grupo de Música Regional | Os Monarcas                                                 | Venceu    |
| 2001 | Disco de Música Regional | A Gaita Gaúcha dos Monarcas                                 | Indicado  |
| 2007 | DVD do Ano               | Os Monarcas 35 Anos - História, Música e Tradição - Ao Vivo | Indicado  |
| 2008 | Disco de Música Regional | A Marca do Rio Grande                                       | Indicado  |